# مقاطعة سكاغيت (واشنطن)
مقاطعة سكاغيت (بالإنجليزية: Skagit County)‏ هي إحدى مقاطعات ولاية واشنطن في الولايات المتحدة الأمريكية.

## أعلام
- ريكس دوسن